# Svinica (Majur)
Pour les articles homonymes, voir Svinica.
Svinica est un village de la municipalité de Majur (comitat de Sisak-Moslavina) en Croatie. Au recensement de 2011, le village comptait 114 habitants.

## Histoire
La date exacte de la première colonie est inconnue, mais aux XVe et XVIe siècles, des documents montrent l'existence d'un fort construit pour se protéger des envahisseurs turcs.
Svinica est situé dans la zone à côté d'anciennes voies romaines, mais il n’existe aucune preuve de peuplement au cours de cette période. Après la guerre en Croatie entre 1991 et 1995, de nombreux habitants ont fui le village pour trouver refuge dans des zones plus sûres.